# Bitterroot Range
Bitterroot Range je pohoří na severu amerických Skalnatých hor, na severozápadě Spojených států amerických. Rozkládá se podél hranice Idaha a Montany v délce přes 480 kilometrů. Nejvyšší horou je Scott Peak (3 473 m).
Celková plocha Bitterroot Range je 62 740 km².
Název pohoří je po květině levísii vytrvalé, kterou má ve znaku stát Montana.
Bitterroot Range se skládá z horských pásem: Coeur d'Alène Mountains, Saint Joe Mountains (obě na severozápadu), Bitterroot Mountains (střední část) a Beaverhead Mountains (jihovýchod).